# Skuhrovský vrch
Skuhrovský vrch (592 m n. m.) je vrch v okrese Semily Libereckého kraje. Leží asi 0,5 km ssv. od vsi Skuhrov, na katastrálním území Rváčov a Stružinec.

## Geomorfologické zařazení
Vrch náleží do celku Ještědsko-kozákovský hřbet, podcelku Kozákovský hřbet, okrsku Táborský hřbet, podokrsku Rváčovský hřbet a části Skuhrovský hřbet.

## Přístup
Nejbližší dostupnost automobilem je u cesty spojující Skuhrov se silnicí II/284 na západě vrcholu. Skuhrovem prochází červená a modrá turistická značka.

## Další fotografie

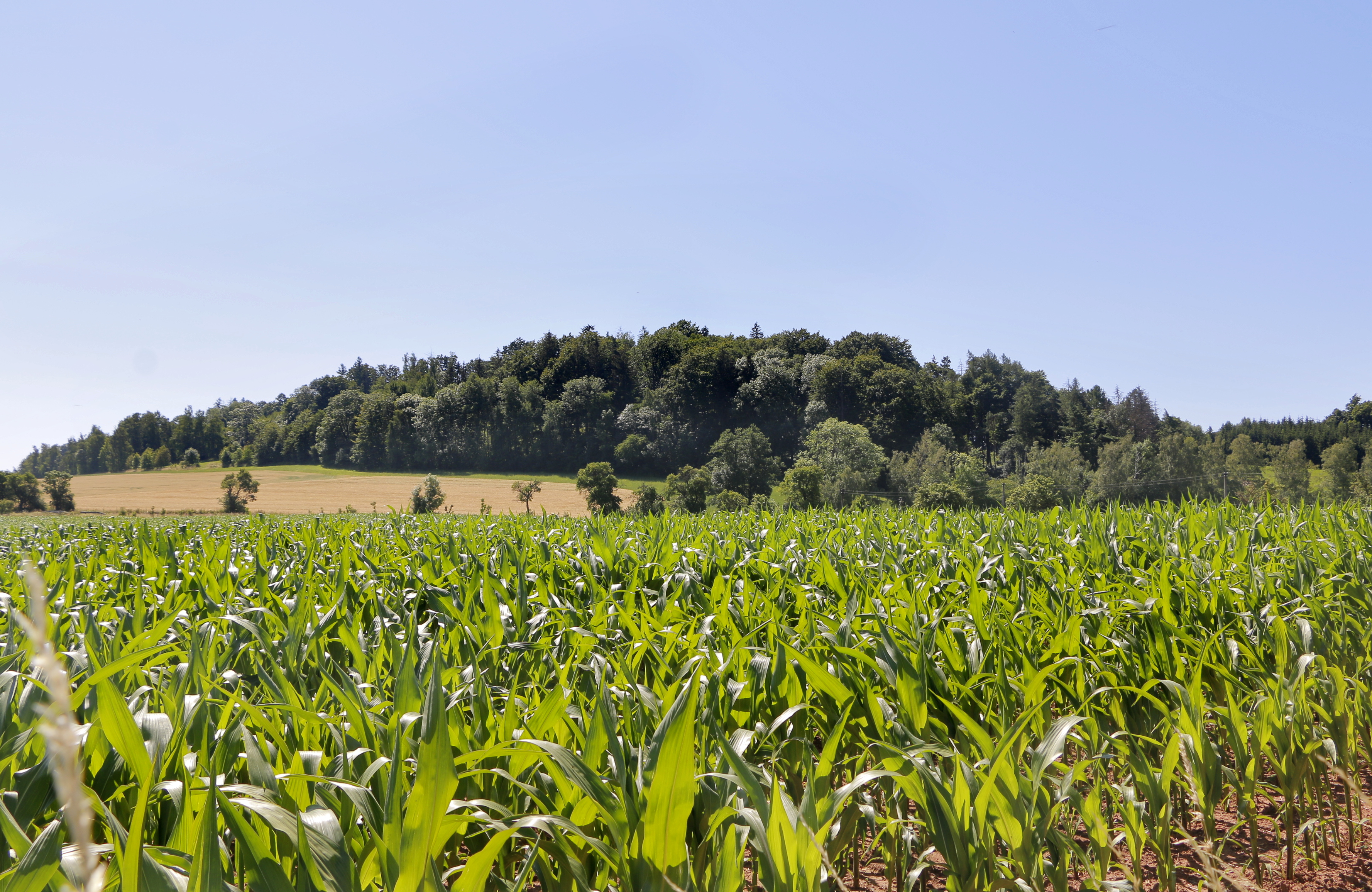
Pohled od severu